# Битва при Сан-Карлос-де-Боливаре
Битва при Сан Калос де Боливар — одно из ключевых сражений в ходе аргентинской кампании Завоевания Патагонии, произошедшее 8 марта 1872 года в районе Чико-Карне, близ форта Сан-Карлос (ныне Сан-Карлос-де-Боливар, провинция Буэнос-Айрес, Аргентина). Аргентинская армия во главе с генералом Игнасио Ривасом одержала решительную победу над силами индейцев-мапуче, возглавляемых вождём Кальфукурой, главой Конфедерации Салинас-Грандес, по прозвищу «Наполеон Пустыни».

## Предыстория
В июне 1870 года Кальфукура и его сын Намункура во главе большой индейской армии атаковали города Трес-Арройс и Баия-Бланка, убив 50 человек, угнав 80 000 голов скота и пленив множество женщин. После этого с ним был подписан мирный договор.
В марте 1872 года произошёл конфликт между касиками теуэльче Мануэлем Гранде, Хервасио Чипитрусом и Кальфукиром и якобы атаковавшим их палатки полковником Франциско де Элиасом, с которым Кальфукура подписал мир в 1870 году. Пользуясь этим и тем, что Аргентина была ослаблена после Парагвайской войны, Кальфукура вступил в Винтисико-де-Майо, приняв к себе всех тех индейцев, что жили здесь под властью Аргентины. Президент Аргентины Доминго Фаустино Сарьяменто приказал атаковать армию Кальфукуры. Кальфукура формально объявил Сарьяменто войну и 5 марта занял также города Хенераль Алвеар и Нуэве-де-Хулио, убив 300 человек.

## Битва
5 марта начальник пограничных войск на западе провинции Буэнос-Айрес полковник Хуан Карлос Боэйра получил уведомление о рейде Кальфукуры на Винтистико-де-Майо, поэтому отдал приказ о немедленной мобилизации войск. Он также приказал мобилизовать свои силы союзному индейскому вождю касику Коликио, который был у Винтистико-де-Майо, и подполковнику Николя Лавалю, бывшему в форте Хенераль Пас (название форта). Боэйра также запросил поддержку у пограничников на севере Буэнос-Айреса (провинции) и юга Санта-Фе (полковник Франсиско Борхес) и у сил на южном побережье и в Баия-Бланка (генерал Игнасио Ривас).
5 марта Боэйра выступил из форта Хенераль Пас с национальными гвардейцами и вскоре соединился с индейскими воинами Коликио. На следующий день он прибыл в форт Сан Карлос, откуда выступил 7 марта, объединившись с войсками Лаваля. Ривас 6 марта выступил из Азула с 390 солдатами и 800 индейскими воинами под руководством касика Киприано Катриэля; они прибыли в Сан Карлос 8 марта, где Ривас принял верховное командование на себя. Войска Франсиско Борхеса прибыли во второй половине дня, после битвы.
Кальфукура с 3500 воинами возвращался в Салинас-Грандес, захватив 150 000 голов крупного рогатого скота и 500 пленных, по дороге, носящей название Чилийской. Командующий южными пограничными войсками Игнасио Ривас, усиливший свою армию новобранцами, срочно набранными в этом регионе, внезапно преградил ему путь. Большое количество скота делало невозможным бегство армии индейцев, и Кальфукура совершил ошибку, решив дать сражение на открытой местности против сразу всех аргентинских сил.
Кальфукура разделил свои войска на четыре колонны:
- Левый фланг — 1000 чилийских индейских воинов во главе с Ренкукурой;
- Центр — Катрикура и 1000 воинов-салинерцев, а также индейцев, подчинявшихся касику Пинцену;
- Правый фланг — Мануэль Намункура с 1000 чилийских и неукенских индейцев;
- Арьергард — Эпугнер (также известный как Мариано Росас) с 500 воинами — ранкуэле.

В армии Кальфукуры были не только пехотинцы, но и большое количество кавалеристов.
Ривас разделил свои силы на три колонны:
- Правый фланг — касик Сиприано Катриэль и его 800 воинов;
- Центр — полковник Окампо с солдатами второго пехотного батальона под командованием сержанта Пабло Асиеса (170 человек) и солдатами девятого кавалерийского полка под командованием полковника Педро Палавесино (50 человек);
- Левый фланг — полковник Боэйра с солдатами пятого кавалерийского полка под командованием майора Ичичури Плаза (50 человек), воинами касика Игнасио Коликио (140 человек), 80 национальными гвардейцами из Винтистико-де-Майо под командованием капитана Нуньеса и 70 рекрутами, а также ещё 50 кавалеристами из пятого кавалерийского полка;
- Арьергард — солдаты из Национальной Гвардии с южного побережья под командованием подполковника Франциско Леурии (140 человек) и 40 союзников-индейцев.

При армии находилось два военных хирурга — Хуан Франческо (левый фланг) и Эдуардо Гертер (арьергард). Имелось также некоторое количество артиллерии.
Эффективность скорострельных и дальнобойных винтовок Remington Arms, бывших на вооружении у аргентинской армии, свела на нет кавалерийские атаки Кальфукуры на центр и правое крыло аргентинцев. Тогда Кальфукура построил свои войска широким полукругом для атаки; две армии сошлись в рукопашной схватке. Кальфукура ожидал, что Сиприано Катриэль предаст аргентинцев и присоединится к нему. Но этого не случилось, так как за арьергардом Катриэля находилась личная гвардия Риваса, имевшая приказ убивать всех предателей и дезертиров с поля сражения. Воины касика Коликио сражались с очень низким моральным духом, поэтому Ривас приказал силам подполковника Леурии помочь ему. Несмотря на сражение, часть индейцев продолжали пытаться угнать скот и сбежать, поэтому Ривас приказал любой ценой пробивать индейский заслон и побеждать, что и произошло.

## Последствия
Ривас понес потери 35 человек убитыми и 20 ранеными, у Кальфукуры было 200 убитых и множество раненых. Аргентинцам удалось освободить 200 пленных и вернуть 70 тысяч крупного рогатого скота и 15 тысяч лошадей, а также овец. Кальфукура со своими воинами бежал в Салинас Grandes. Его преследовали только 14 лиг ввиду нехватки боеприпасов и снабжения и усталости солдат. Он умер от огорчения в своем поселении в Chillihué 4 июня 1873. После этих событий влияние арауканских вождей в пампе упало.